# 邁爾斯定理
邁爾斯定理，或稱博內-邁爾斯定理，是黎曼幾何的經典結果。這定理說如完備黎曼流形{\displaystyle M}的里奇曲率有下界{\displaystyle (n-1)k>0}，那麼其直徑不超過{\displaystyle {\frac {\pi }{\sqrt {k}}}}。
而且，如直徑等於{\displaystyle {\frac {\pi }{\sqrt {k}}}}，則流形和有常截面曲率{\displaystyle k}的球面等距。
這結果對流形的萬有覆叠同樣成立，特別地，{\displaystyle M}和其覆蓋都緊緻，所以覆叠是有限葉的，{\displaystyle M} 有有限基本群。 